# Croton draconoides
Espèce
Croton draconoides est une espèce de plantes à fleurs du genre Croton et de la famille des Euphorbiaceae, présente en Guyane française, au Pérou et au Brésil.
Il a pour synonyme :
- Oxydectes draconoides, (Müll.Arg.) Kuntze

De même que d'autres espèces de croton, il peut servir à la production de sang-dragon.